# Lycinus gajardoi
Lycinus gajardoi är en spindelart som först beskrevs av Cândido Firmino de Mello-Leitão 1940.  
Lycinus gajardoi ingår i släktet Lycinus och familjen Nemesiidae. Inga underarter finns listade i Catalogue of Life.